# Żabieniec babka wodna
Żabieniec babka wodna (Alisma plantago-aquatica L.) – gatunek rośliny nadwodnej z rodziny żabieńcowatych (Alismataceae). Znany też jako żabieniec pospolity i babka wodna. Jako gatunek rodzimy występuje w Eurazji oraz północnej i środkowej Afryce. Ponadto zawleczony do południowej Afryki, Ameryki i Australii. W Polsce pospolity na terenie całego kraju.

## Morfologia
PokrójRoślina zielna o wysokich, rzadkich kwiatostanach wyrastających z rozety liściowej.
ŁodygaWzniesiona, długości 20–100 cm. Ma bulwiasto zgrubiałe kłącza.
LiścieZebrane w wystające nad wodę rozety, na długich ogonkach, o blaszkach eliptycznych lub jajowatych, zaostrzonych, barwy jasnozielonej, długości do 25 cm, szerokości do 10 cm. Podwodne liście równowąskie.
KwiatyKwiatostany piętrowe, mocno rozgałęzione (wiechy), w okółkach mające po 6–9 rozgałęzień. Kwiaty obupłciowe, drobne, białe lub czerwonawe, u nasady żółtawe, osadzone na szypułkach długości ok. 2 cm. Kielich 3-działkowy, korona 3-płatkowa, szybko po przekwitnieniu opadająca. Szyjka słupka dłuższa od zalążni.

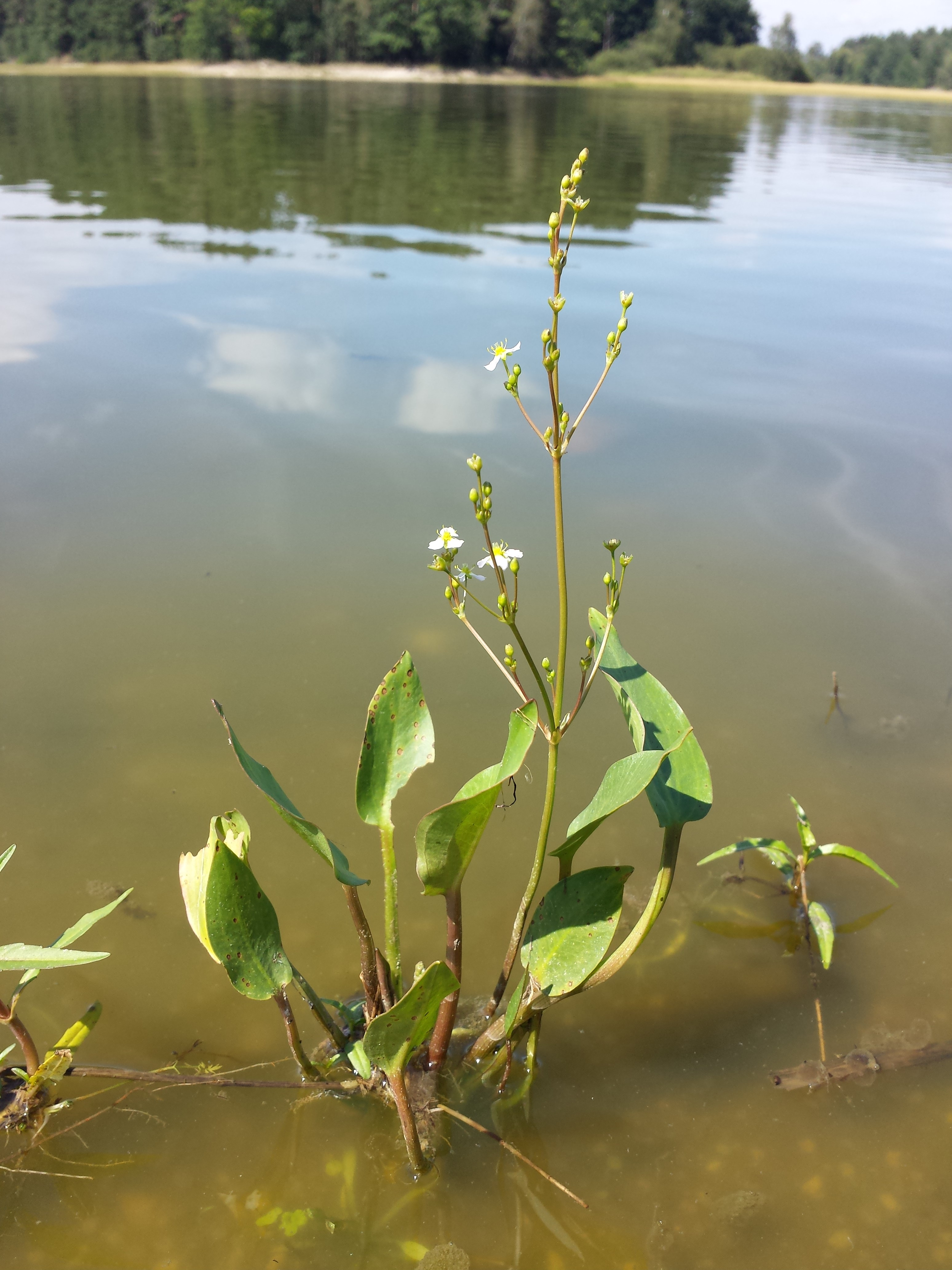
Pokrój
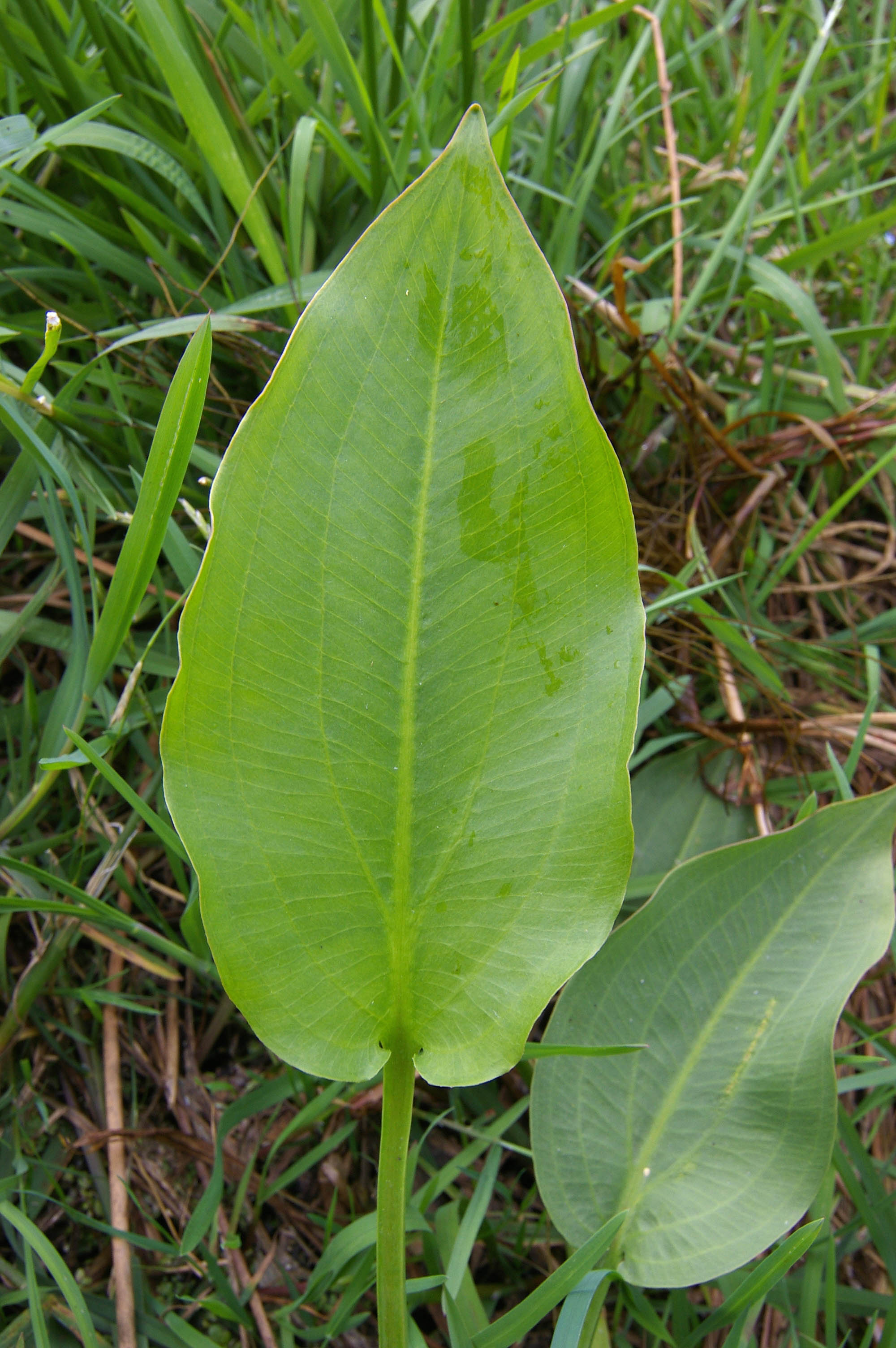
Liść
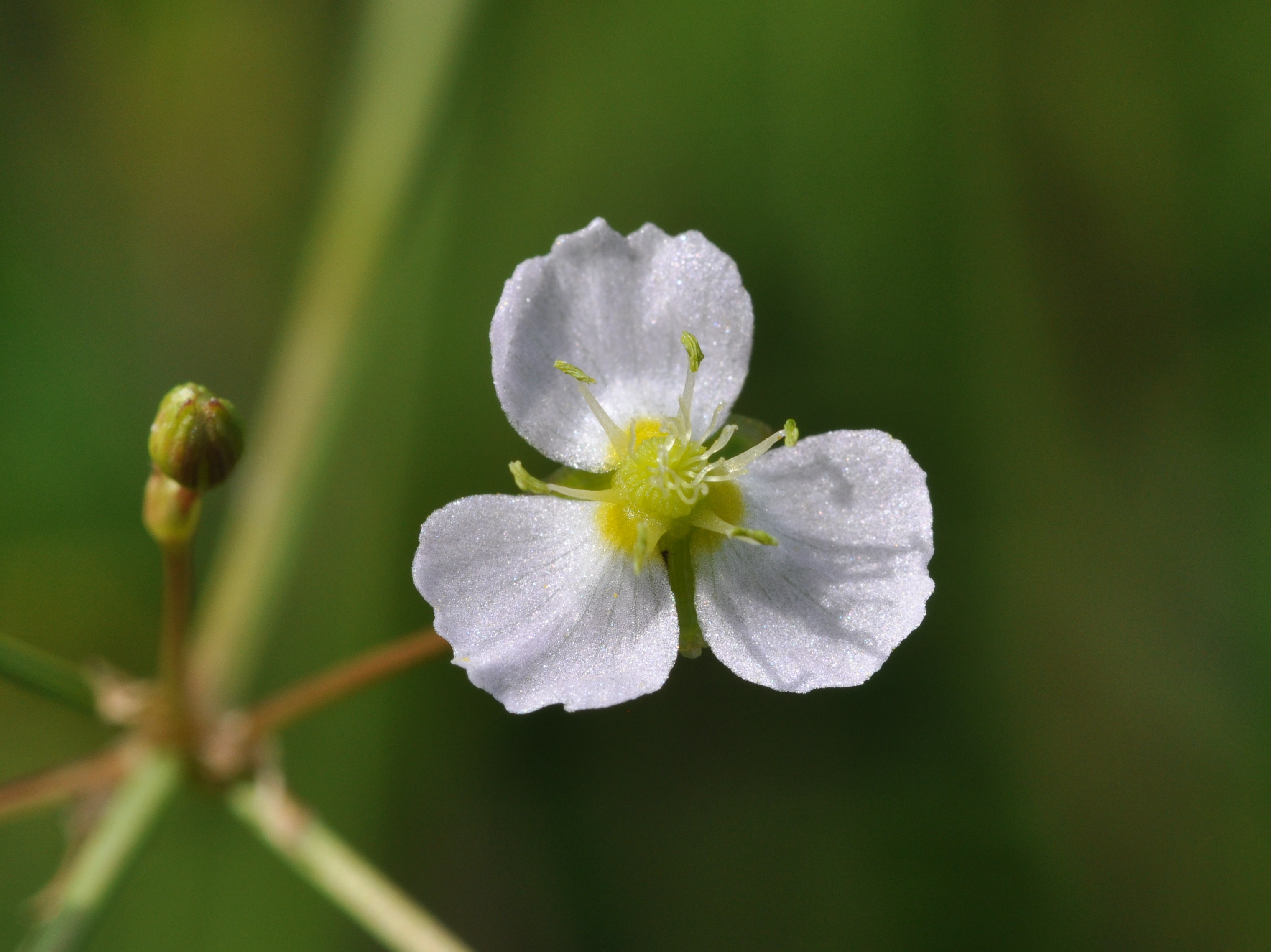
Kwiat
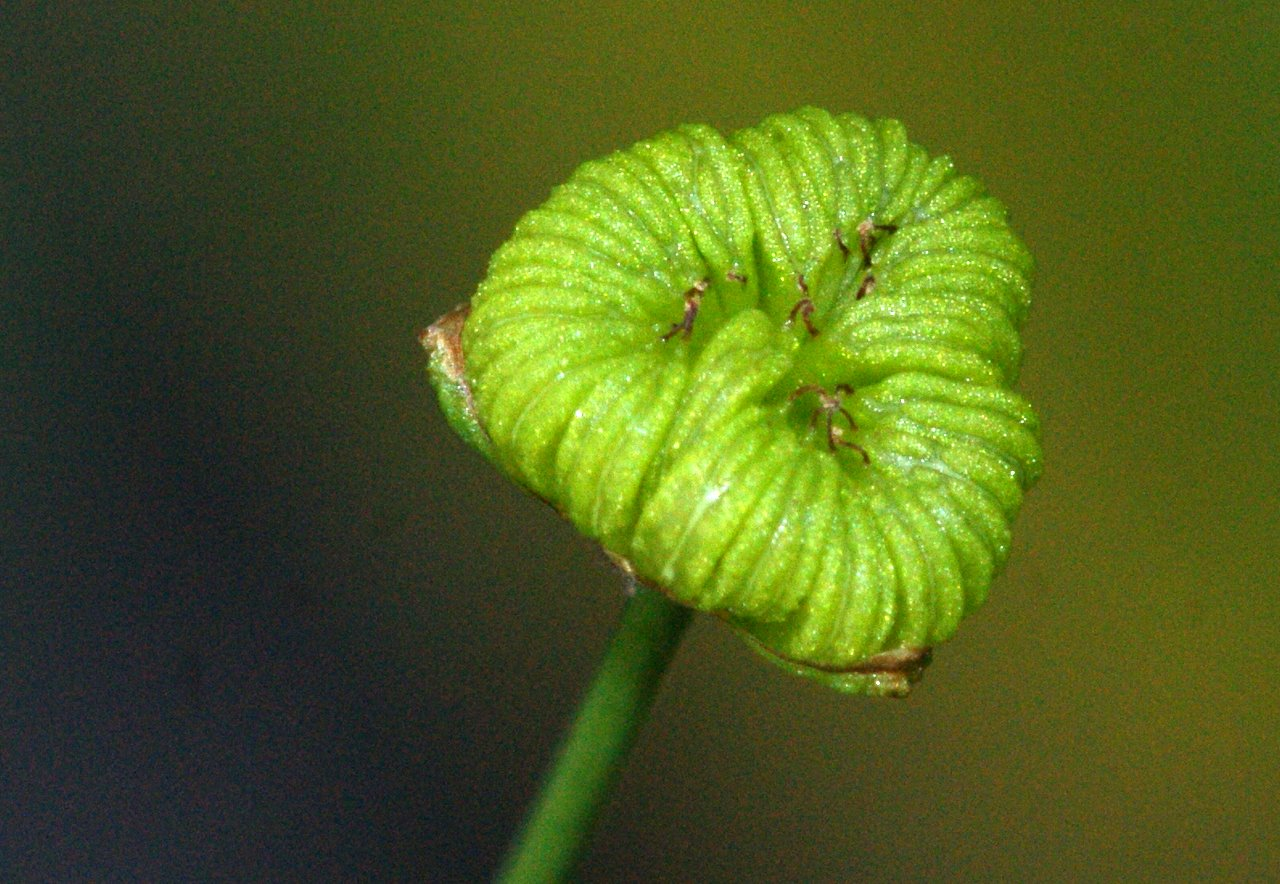
Owoc

Gatunki podobneŻabieniec trawolistny (Alisma gramineum), o równowąskich podwodnych liściach, szyjce słupka krótszej od zalążni.

## Biologia i ekologia
Bylina nadwodna. Kwitnie od czerwca do września. Liczba chromosomów 2n = 14.
Porasta brzegi wód, rowy, wody wolno płynące lub stojące. W klasyfikacji zbiorowisk roślinnych gatunek charakterystyczny dla klasy (Cl.) Phragmitetea.
Cechy fitochemiczne
Korzeń żabieńca zawiera: olejek eteryczny, rutynę, żywicę.
Roślina zawiera ostry sok, trujący dla zwierząt domowych (bydło, owce).

## Zmienność
Gatunek zróżnicowany na dwa podgatunki:
- Alisma plantago-aquatica subsp. orientale (Sam.) Sam. – występuje w południowo-wschodniej Azji
- Alisma plantago-aquatica subsp. plantago-aquatica – rośnie w całym zasięgu gatunku

## Zastosowanie
Roślina lecznicza, stosowana jest w medycynie ludowej. Surowcem zielarskim jest korzeń żabieńca (Radix Alismae)